# Lesina (stolica tytularna)
Lesina (łac. Dioecesis Lesinensis) – stolica historycznej diecezji w Italii erygowanej ok. roku 1250, a włączonej w roku 1567 w skład diecezji Larino.
Współczesne miasto Lesina w prowincji Foggia we Włoszech. Obecnie katolickie biskupstwo tytularne ustanowione w 1968 przez papieża Pawła VI.

## Biskupi tytularni
| Lp. | Biskup                    | Funkcja                                     | Od                | Do               |
| --- | ------------------------- | ------------------------------------------- | ----------------- | ---------------- |
| 1   | Joseph Mary Marling       | emerytowany biskup Jefferson City (USA)     | 2 lipca 1969      | 16 stycznia 1976 |
| 2   | Emilio Bianchi di Cárcano | biskup pomocniczy Azul (Argentyna)          | 24 lutego 1976    | 14 kwietnia 1982 |
| 3   | João d’Avila Moreira Lima | biskup pomocniczy Rio de Janeiro (Brazylia) | 21 czerwca 1982   | 30 września 2011 |
| 4   | Maxwell Silva             | biskup pomocniczy Kolombo (Sri Lanka)       | 28 listopada 2011 |                  |